# اندیس غرب حسن سالاری
غرب حسن سالاری یک اندیس فلزی است که در حوالی شهر سقز استان کردستان قرار دارد و مادهٔ معدنی موجود در آن، طلا است.سنگ میزبان این اندیس واحدهای گرانیتی است و دیرینگی آن به دوران کرتاسه پیشین، پالئوسن می‌رسد. در این اندیس، پاراژنز‌های مس یافت می‌شوند.